# Chhun Yasith
Chhun Yasith (também conhecido como "Moisés Cambojano") é um militante cambojano-norte-americano que fundou o grupo paramilitar Combatentes pela Liberdade Cambojana e liderou um golpe de Estado fracassado no Camboja em 2000.
Yasith deixou o Camboja no início da década de 1980, em meio à desordem que se seguiu à invasão vietnamita que depôs o regime do Khmer Vermelho. Emigrou para os Estados Unidos em 1982 e tornou-se contador em Long Beach, Califórnia. Em 1988, retornou ao Camboja e filiou-se ao Partido Sam Rainsy, de oposição. Deixou o partido um ano depois, após passar a acreditar que a oposição pacífica era ineficaz.
Em 1998, fundou os Combatentes da Liberdade Cambojana, uma organização anticomunista, da qual atua como seu presidente. O objetivo do grupo era destituir o governo do primeiro-ministro Hun Sen, um ex-comandante do Khmer Vermelho que desertou para o Vietnã na década de 1970 e retornou ao Camboja com as tropas vietnamitas em 1979. O grupo — controlado por Chhun a partir de uma base na Tailândia — realizou uma série de pequenos ataques. Em 24 de novembro de 2000, dezenas de rebeldes armados com foguetes e granadas atacaram prédios governamentais em Phnom Penh. Várias pessoas foram mortas e várias outras ficaram feridas. Após o ataque, dezenas de pessoas foram presas e encarceradas. Chhun foi julgado à revelia por um tribunal de Phnom Penh. Em 22 de junho de 2001, o Tribunal Penal Cambojano considerou Yasith culpado e o condenou à prisão perpétua sob a acusação de conspiração para cometer terrorismo, juntamente com Richard Kiri Kim e Thong Samien.
O governo do Camboja emitiu um mandado internacional da Interpol para a prisão de Chhun Yasith.
Em 17 de abril de 2008, Chhun Yasith foi condenado por um tribunal estadunidenses por ser o mentor da tentativa frustrada de golpe de Estado em 2000. Ele foi sentenciado em Los Angeles, em 22 de junho de 2010, à prisão perpétua sem possibilidade de liberdade condicional.